# Hedlandet en Åsgård
Hedlandet en Åsgård (Zweeds: Hedlandet och Åsgård) is een småort in de gemeente Strängnäs in het landschap Södermanland en de provincie Södermanlands län in Zweden. Het småort heeft 79 inwoners (2005) en een oppervlakte van 27 hectare. Eigenlijk bestaat het småort uit twee plaatsen: Hedlandet en Åsgård. Het småort ligt aan een baai van het Mälarmeer en wordt omringd door zowel landbouwgrond als bos en rotsachtig gebied. De stad Strängnäs ligt zo'n twintig kilometer ten noordwesten van Hedlandet en Åsgård.